# Natasha Arthy
Natasha Arthy (nascuda el 23 de maig de 1969 a Gentofte, Dinamarca) és una guionista, directora i productora de cinema danesa, més coneguda per la seva pel·lícula Dogma de 2003 Se til venstre, der er en Svensker, que va rebre el Gran Premi del Jurat al Festival de Cinema de Los Angeles. El 2007 va dirigir La lluitadora per la que la protagonista Semra Turan va rebre el Premi a la millor actriu al XLI Festival Internacional de Cinema Fantàstic de Catalunya.

## Filmografia

### Directora
- La lluitadora (2007)
- Se til venstre, der er en Svensker (2003)
- Mirakel (2000)
- Barbie (1997)
- Drengen de kaldte Kylling (1997) minisèrie
- Fanny Farveløs (1997)
- Y's fantom farmor (1996) minisèrie
- Forunderlige Frede (1995) minisèrie
- Container Conrad (1994) minisèrie
- Fortælle frikadelle (1993) minisèrie

### Productor
- Anton — min hemmelige ven II (2002) sèrie de televisió (episodis 1.1-1.4, 1.6, 1.8)
- Drengen de kaldte Kylling (1997) minisèrie
- Y's fantom farmor (1996) minisèrie
- Forunderlige Frede (1995) minisèrie

### Guionista
- La lluitadora (2007)
- Y's fantom farmor (1996) minisèrie